# Наудоваць
Наудоваць (хорв. Naudovac) — населений пункт у Хорватії, у Вировитицько-Подравській жупанії у складі громади Сухополє.

## Населення
Населення за даними перепису 2011 року становило 146 осіб.
Динаміка чисельності населення поселення:

## Клімат
Середня річна температура становить 11,54 °C, середня максимальна – 26,35 °C, а середня мінімальна – -5,60 °C. Середня річна кількість опадів – 753 мм.
| Клімат поселення                              | Клімат поселення | Клімат поселення | Клімат поселення | Клімат поселення | Клімат поселення | Клімат поселення | Клімат поселення | Клімат поселення | Клімат поселення | Клімат поселення | Клімат поселення | Клімат поселення | Клімат поселення |
| Показник                                      | Січ.             | Лют.             | Бер.             | Квіт.            | Трав.            | Черв.            | Лип.             | Серп.            | Вер.             | Жовт.            | Лист.            | Груд.            |                  |
| Середній максимум, °C                         | 6,24             | 8,29             | 12,96            | 17,52            | 23,06            | 26,35            | 25,60            | 24,96            | 20,36            | 15,26            | 9,64             | 5,12             |                  |
| Середня температура, °C                       | 0,32             | 2,39             | 7,00             | 11,61            | 17,12            | 20,43            | 22,05            | 21,41            | 16,80            | 11,70            | 6,10             | 1,56             |                  |
| Середній мінімум, °C                          | −5,6             | −3,56            | 1,12             | 5,68             | 11,20            | 14,50            | 18,50            | 17,86            | 13,25            | 8,16             | 2,53             | −1,99            |                  |
| Норма опадів, мм                              | 45               | 40               | 46               | 59               | 74               | 89               | 71               | 75               | 62               | 64               | 73               | 55               |                  |
| Середньомісячна швидкість вітру, м/с          | 2.20             | 2.50             | 2.80             | 2.70             | 2.40             | 2.20             | 2.10             | 1.90             | 2.00             | 2.00             | 2.20             | 2.21             |                  |
| Середньомісячна сонячна радіація, кДж/м²·день | 4131             | 6867             | 10760            | 15250            | 19298            | 21484            | 22210            | 19791            | 14611            | 9007             | 4629             | 3411             |                  |
| --------------------------------------------- | ---------------- | ---------------- | ---------------- | ---------------- | ---------------- | ---------------- | ---------------- | ---------------- | ---------------- | ---------------- | ---------------- | ---------------- | ---------------- |
| Джерело:                                      |                  |                  |                  |                  |                  |                  |                  |                  |                  |                  |                  |                  |                  |